# Pelourinho de Rua (Viseu)
O Pelourinho de Rua situa-se na freguesia de Vila da Rua, município de Moimenta da Beira, distrito de Viseu.
Está classificado como Monumento Nacional desde 1915.